# Martina Plantijn
Martina Plantijn (Antwerpen, 1550 – aldaar, 17 februari 1616) was de tweede dochter van boekdrukker en uitgever Christoffel Plantijn en zijn vrouw Jeanne Rivière. Reeds op vijftienjarige leeftijd en mogelijk jonger vervulde ze samen met haar zus Catherina belangrijke taken in de kanthandel van haar vader. Later huwde ze met Jan I Moretus, de rechterhand van Plantijn in de drukkerij. Het koppel erfde de Officina Plantiniana na zijn dood in 1589. Bij het overlijden van Moretus in 1610, werd Plantijn nominaal hoofd van de drukkerij terwijl haar zonen Balthasar I en Jan II de zaak draaiende hielden.

## Vroege leven en kanthandel

### Vroege leven
Martina Plantijn werd geboren in 1550 te Antwerpen, kort na de aankomst van haar ouders in de Scheldestad. Christoffel Plantijn en Jeanne Rivière kregen in totaal zeven kinderen. Dochters Margaretha, Martina, Catherina, Magdalena en Henrica bereikten allen de volwassen leeftijd. Zoon Chistoffel stierf echter in zijn vierde levensjaar. De zesde dochter, wiens naam onbekend is, overleed eveneens op jonge leeftijd.
Al in hun vroege jeugd werden de kinderen onderwezen in het huishouden. Ze werden eveneens ingeschakeld om gedrukte werken na te lezen in verschillende talen. Martina bleek net als de anderen de tekst te kunnen lezen maar niet te begrijpen. Het blijkt dat ze moeite had met zowel Latijn als haar moedertaal Frans te schrijven. Verder werd de dochters aangeleerd om linnen te naaien.

### Kanthandel
Naast zijn drukkerij en boekhandel zette vader Plantijn ook een kanthandel op poten met Pierre Gassen in Parijs. Al in 1565 huurde hij een kantwinkel in de Antwerpse Handelsbeurs. In 1567, op zeventien-jarige leeftijd, nam Martina de winkel over. Op dat moment hield ze zich reeds enkele jaren bezig met de kanthandel. Op haar vijftiende zorgde ze ervoor dat leveranciers werden betaald en de afgewerkte producten werden verzonden. Haar huwelijk met Jan Moretus maakte geen einde aan haar activiteiten. Volgens Marie Risselin-Steenebrugen zou Plantijn nog tot 1583 haar positie binnen de kanthandel hebben vastgehouden.

## Huwelijk en kinderen
Jan Moerentorf of Moretus, trad reeds op jonge leeftijd in bij Plantijn in de Officina Plantiniana. De precieze leeftijd die Moretus toen had staat ter discussie maar er wordt aangenomen dat hij rond de vijftien jaar was. Hij groeide uit tot Plantijns rechterhand in de drukkerij en op 30 april 1570 verloofde hij zich met de tweede dochter van zijn meester. Het huwelijk tussen Jan Moretus en Martina Plantijn werd uiteindelijk voltrokken op 4 juni van hetzelfde jaar. In het huwelijkscontract werd opgenomen dat vader Plantijn het pasgetrouwde koppel drie jaar van kost en inwoon diende te voorzien. Het huwelijk bracht in totaal tien kinderen voort: Gaspar, Melchior, Balthasar, Jan, Henrica, Catherina, Elizabeth (1), Elizabeth (2), Adriana en Christoffel. Slechts vijf kinderen werden ouder dan 25 jaar.

## Latere leven en overlijden
Bij het overlijden van Moretus op 22 november 1610, gingen de drukkerij en al de bezittingen naar zijn vrouw Martina. Ze werd nominaal hoofd van de drukkerij terwijl zonen Balthasar en Jan II zorgden voor de dagelijkse werking van de Officina Plantiniana. De drukwerken die de drukkerij produceerde droegen het Impressum: 'Ex Officina Plantiniana apud viduam et filios Joannis Moreti' (Uit de Officina Plantiniana bij de weduwe en zonen van Jan Moretus). In 1614 besloot Plantijn volledig afstand te doen van de drukkerij. Ze leefde nog twee jaar en overleed op 17 februari 1616. Pas na haar dood werden werken gedrukt zonder haar vermelding erop .
1. 1 2  (en) Voet, Leon (1972). The Golden Compasses. A History and Evaluation of the Printing and Publishing Activities of the Officina Plantiniana, p. 145. Gearchiveerd op 2 juni 2023.
2. 1 2  Imhof, Dirk (2008). De Officina Plantiniana ratione recta: het uitgeversfonds van Jan I Moretus (1589-1610), p. 42.
3. 1 2  Imhof, Dirk (2008). De Officina Plantiniana ratione recta: het uitgeversfonds van Jan I Moretus (1589-1610), p. 49.
4. 1 2  (en) Voet, Leon (1972). The Golden Compasses. A History and Evaluation of the Printing and Publishing Activities of the Officina Plantiniana, p. 203. Gearchiveerd op 2 juni 2023.
5. ↑  (en) Voet, Leon (1972). The Golden Compasses. A History and Evaluation of the Printing and Publishing Activities of the Officina Plantiniana, p. 139-142. Gearchiveerd op 2 juni 2023.
6. ↑  Imhof, Dirk (2008). De Officina Plantiniana ratione recta: het uitgeversfonds van Jan I Moretus (1589-1610), p. 43-44.
7. ↑  Risselin-Steenebrugen, Les débuts de l'industrie dentellière - Martine et Catherine Plantin, in: De Gulden Passer, 39/1, 1961, 77-124, 80.
8. ↑  Imhof, Dirk (2008). De Officina Plantiniana ratione recta: het uitgeversfonds van Jan I Moretus (1589-1610), p. 66.
9. ↑  Imhof, Dirk (2008). De Officina Plantiniana ratione recta: het uitgeversfonds van Jan I Moretus (1589-1610), p. 61.

- Catàleg d'autoritats de noms i títols de Catalunya: 981058511424006706
- Gemeinsame Normdatei: 1037522974
- International Standard Name Identifier: 0000 0001 1321 6845
- Library of Congress Control Number: nr2002036950
- Virtual International Authority File: 165277139
- WorldCat: E39PBJmpcXhWjdJxfM4Cf7YXVC